# Португальська фонетика
Фонетична система європейської португальської мови налічує 34 основні фонеми: 15 голосних та 19 приголосних.

## Звуковий склад
Звуковий склад португальської мови включає голосні, приголосні й напівголосні фонеми. Голосних португальських фонем більше, ніж в українській мові. Через це португальські голосні фонеми класифікують на:
- відкриті та закриті;
- носові та неносові;
- редуковані та нередуковані.

Португальські фонеми, що перехідними від голосних до приголосних, формуються на основі голосних. Напівголосні фонеми — щілинна /j/ та губна /w/ — розрізняються за способом артикуляції.

## Голосні

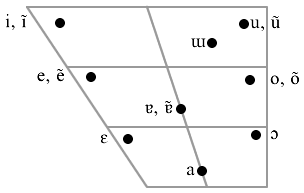
Голосні в європейській португальській

### Фонеми
У португальській мові — 15 голосних фонем.

### Назальність
| Носові   | /i/ | /e/ | /ɐ/ | /u/ | /o/ | /ɨ/ | /ɛ/ | /a/ | /ɔ/ | /ɪ/ |
| Неносові | /ĩ/ | /ẽ/ | /ɐ̃/ | /ũ/ | /õ/ |     |     |     |     |     |

### Звуки
- [a] — неогублений голосний переднього ряду низького підняття. Зазвичай, наголошений. Близький до наголошеного українського а. На письмі позначається літерами a або á.
pà [pa] друже (розмовне)
сà [ka] тут
dà [da] дає
- [ɐ] — ненапружений голосний середнього ряду низького підняття. Зазвичай, ненаголошений. Близький до ненаголошеного українського е. На письмі позначається літерами a або e.
casa [ˈkazɐ] дім
vida [ˈviːdɐ] життя
acaba [ɐˈkabɐ] закінчує
- [uː] — довгий огублений голосний заднього ряду високого підняття. Зазвичай, наголошений. Близький до наголошеного українського у. На письмі позначається літерами u або ú.
tu [ˈtuː] ти
luva [ˈluːvɐ] рукавиця
chuva [ˈʃuːvɐ] дощ
- [u] — редукований огублений голосний заднього ряду високого підняття. Ненаголошений. Близький до ненаголошеного українського у. На письмі позначається літерами u або o (див. укання).
falo [ˈfalu] говорю
cálculo [ˈkalkulu] підрахунок
fato [ˈfatu] костюм
- [iː] — довгий неогублений голосний переднього ряду високого підняття. Зазвичай, наголошений. Близький до наголошеного українського і. На письмі позначається літерами i або í.
vi [viː] побачив
ali [aˈliː] там
divida [dɨˈviːdɐ] борг
- [ɨ] — неогублений голосний середнього ряду високого підняття. Зазвичай, ненаголошений. Близький до наголошеного українського и або російського ы. Не пом'якшує попередній приголосний. Інший фонетичний запис — перевернуте і. На письмі позначається літерами i або e.
fidalgo [fɨˈdalgu] шляхтич
pescado [pɨʃˈkadu] вилов

## Приголосні
У португальській мові 19 приголосних фонем.

### Звуки
| Дзвінкість | Дзвінкість                          | Дзвінкість      | Дзвінкість | Дзвінкість                                                                 | Глухість | Глухість                          | Глухість            | Глухість | Глухість                                                       |
| МФА        | МФА                                 | Письм.          | Укр.       | Приклади                                                                   | МФА      | МФА                               | Письм.              | Укр.     | Приклади                                                       |
| b          | дзвінкий губно-губний проривний     | b               | б          | bala [ˈbalɐ] куля bica [ˈbiːkɐ] філіжанка                                  | p        | глухий губно-губний проривний     | p                   | п        | pista [ˈpiːʃtɐ] доріжка, смужка papá [ˈpaːpɐ] батько           |
| d          | дзвінкий зубний проривний           | d, gd, bd       | д          | data [ˈdatɐ] дата ditado [dɨˈtadu] диктант                                 | t        | глухий зубний проривний           | t, ct, pt           | т        | hostil [uʃˈtiːl] ворожий pato [ˈpatu] диктант                  |
| z          | дзвінкий ясенний фрикативний        | z, s            | з          | casa [ˈkazɐ] дім zas [zaʃ] бах!                                            | s        | глухий ясенний фрикативний        | s, ç, x, ss, ce, ci | с        | cima [ˈsiːmɐ] верх pulso [ˈpuːlsu] пульс                       |
| ɡ          | дзвінкий м'якопіднебінний проривний | g, gu           | ґ          | gasto [ˈɡaːʃtu] витрати gado [ˈɡadu] худоба guitarra [ɡɨˈtarrɐ] гітара     | k        | глухий м'якопіднебінний проривний | c, qu               | к        | custo [ˈkuːʃtu] вартість cubo [ˈkuːbu] куб aquilo [aˈkiːlu] то |
| ʒ          | дзвінкий заясенний фрикативний      | j, s, z, ge, gi | ж          | já [ʒa] вже giz [ʒiːʃ] крейда gelo [ˈʒelu] крига asbesto [aʒˈbɛʃtu] асбест | ʃ        | глухий заясенний фрикативний      | s, z, x, ch         | ш        | esta [ɨʃˈta] перебувати chá [ʃa] чай                           |
| v          | дзвінкий губно-зубний фрикативний   | v               | в          | valsa [ˈvalsɐ] ворожий visto [ˈviːʃtu] віза                                | f        | глухий губно-зубний фрикативний   | f                   | ф        | fato [ˈfatu] костюм figo [ˈfiːgu] фіга                         |
| l          | ясенний боковий апроксимант         | l               | л          | lago [ˈlagu] озеро lista [ˈliːʃtɐ] список                                  |          |                                   |                     |          |                                                                |